# Henjo Richter
Henjo Richter, född 24 november 1963 i Hamburg, är en tysk hårdrocksgitarrist. Sedan 1997 är han medlem i power metal-bandet Gamma Ray. På 1980-talet spelade han i heavy metal-bandet Rampage. Utöver detta har han även spelat med Avantasia. År 2016 grundade han tillsammans med Gamma Rays trummis Michael Ehré power metal-bandet The Unity. Bandet har släppt fyra skivor; den senaste, The Hellish Joyride, år 2023.
Under turnén för Gamma Rays åttonde studioalbum Majestic år 2006 skadade sig Richter vid ett fall i en trappa på färjan mellan Sverige och Finland. Han ersattes temporärt av den finske gitarristen Kasperi Heikkinen som spelat i ett Gamma Ray-coverband.

## Diskografi

### Gamma Ray
- Somewhere Out in Space (1997)
- Power Plant (1999)
- No World Order! (2001)
- Majestic (2005)
- Land of the Free II (2007)
- To the Metal! (2010)
- Empire of the Undead (2014)

### The Unity
- The Unity (2017)
- Rise (2018)
- Pride (2020)
- The Hellish Joyride (2023)

### Avantasia
- The Metal Opera (2001)
- The Metal Opera Part II (2002)

### Rampage
- Love Lights Up the Night (1983)